# Contraccions de Braxton Hicks
Les contraccions de Braxton Hicks o contraccions prepart són contraccions esporàdiques de l'úter. És normal sentir-les a partir del segon o tercer trimestre d'embaràs, encara que hi ha persones que les senten a partir del segon trimestre.

## Història
El metge anglès John Braxton Hicks va descriure-les per primera vegada l'any 1872, quan va investigar les últimes etapes de l'embaràs i va observar que la majoria de dones tenien contraccions a mesura que s'apropava la data del part.

## Simptomatologia
Solen ser indolores, però molestes, i irregulars i poden desaparèixer de sobte. Acostumen a ser més freqüents com més a prop està el part. La sensació és d'enduriment i tensió abdominal.
A diferència de les contraccions de part, les contraccions de Braxton Hicks sempre tenen la mateixa intensitat i s'alleugen canviant de posició o caminant. Solen notar-se únicament a l'abdoment, a diferència de les contraccions de part que se senten també a la zona lumbar.

## Causes
La causa és l'enduriment del múscul uterí durant un interval de 30 segons fins a 2 minuts. Es creu és la preparació de l'úter pel moment del part.

## Factors desencadenants
Certes activitats comuns poden desencadenar-les, com:
- Augment de l'activitat materna
- Deshidratació
- Activitat sexual